# Ottorino Quaglierini
Ottorino Quaglierini (Livorno, 18 maggio 1915 – Livorno, 25 luglio 1992) è stato un canottiere italiano, medaglia d'argento nella gara di otto con nel Canottaggio ai Giochi olimpici di Berlino 1936, medaglia d'oro con lo stesso armo ai campionati europei Amsterdam 1937 e di bronzo a Milano 1938.

## Gli scarronzoni
Ottorino Quaglierini faceva parte della Unione Canottieri Livornesi, gli atleti di questa società erano soprannominati "scarronzoni", il termine derivava dal loro sgraziato modo di ragatare. In particolare gli equipaggi dell'otto degli scarronzoni, si misero in luce nelle manifestazioni internazionali di canottaggio a cavallo degli anni 1920 e 1930, sia a livello di Giochi olimpici che di campionati europei.

## Palmarès
| Anno | Manifestazione     | Sede      | Evento   | Risultato |
| ---- | ------------------ | --------- | -------- | --------- |
| 1936 | Giochi olimpici    | Berlino   | Otto con | Argento   |
| 1937 | Campionati europei | Amsterdam | Otto con | Oro       |
| 1938 | Campionati europei | Milano    | Otto con | Bronzo    |